# Amtsgericht Albesdorf
Das Amtsgericht Albesdorf war ein deutsches Amtsgericht mit Sitz in Albesdorf in den Jahren 1879 bis 1918.

## Geschichte
Albesdorf war Sitz eines französischen Friedensgerichts. Nach der Abtretung Elsass-Lothringens im Frieden von Frankfurt an das Deutsche Reich 1871 wurde die Gerichtsstruktur mit dem Gesetz, betreffend Abänderung der Gerichtsverfassung vom 14. Juli 1871 und der Ausführungsbestimmung hierzu vom gleichen Tag neu geregelt. Dabei wurden die Friedensgerichte beibehalten. Durch Verordnung des Reichskanzlers vom 7. August 1871 wurde das Friedensgericht Albesdorf aufgehoben und sein Sprengel dem Friedensgericht Großtänchen zugeordnet. Später wurde er aber wieder hergestellt.
Im Rahmen der Reichsjustizgesetze wurden 1879 die Friedensgerichte im Reichsland Elsass-Lothringen aufgehoben und Amtsgerichte gebildet. Das Amtsgericht Albesdorf war dem Landgericht Saargemünd nachgeordnet.
Am Gericht bestand 1880 eine Richterstelle. Das Amtsgericht war ein kleines Amtsgericht im Landgerichtsbezirk.
Der Gerichtsbezirk umfasste 1895 den Kanton Albesdorf mit 200 Quadratkilometern und 9007 Einwohnern und 26 Gemeinden.
Mit der Verordnung über den Sitz und die Bezirke der Amtsgerichte vom 3. April 1909 ging die Gemeinde Wirmingen aus dem Sprengel des Amtsgerichts Albesdorf in den Sprengel des Amtsgerichts Großtänchen über. Im Gegenzug ging die Gemeinde Greningen aus dem Sprengel des Amtsgerichts Großtänchen in den Sprengel des Amtsgerichts Albesdorf über. Gleichzeitig ging die Gemeinde Nellingen aus dem Sprengel des Amtsgerichts Saaralben in den Sprengel des Amtsgerichts Albesdorf über.
Nach der Abtretung Elsass-Lothringens an Frankreich nach dem Ersten Weltkrieg wurde das Amtsgericht Albesdorf als „Tribunal cantonal d'Albestroff“ weitergeführt. Im Zweiten Weltkrieg wurde 1940 von der deutschen Besatzungsmacht die vorgefundene Gerichtsstruktur unter Verwendung deutscher Ortsnamen und Behördenbezeichnungen, hier also wieder als Amtsgericht Albesdorf, fortgeführt.